# 姆安扎
18°53′50″S 34°47′34″E / 18.89722°S 34.79278°E
姆安扎（葡萄牙語：Muanza），是莫桑比克的城鎮，位於該國中東部，由索法拉省負責管轄，是姆安扎區的首府，處於貝拉以北，附近是戈龍戈薩國家公園。